# أشغال الإبرة

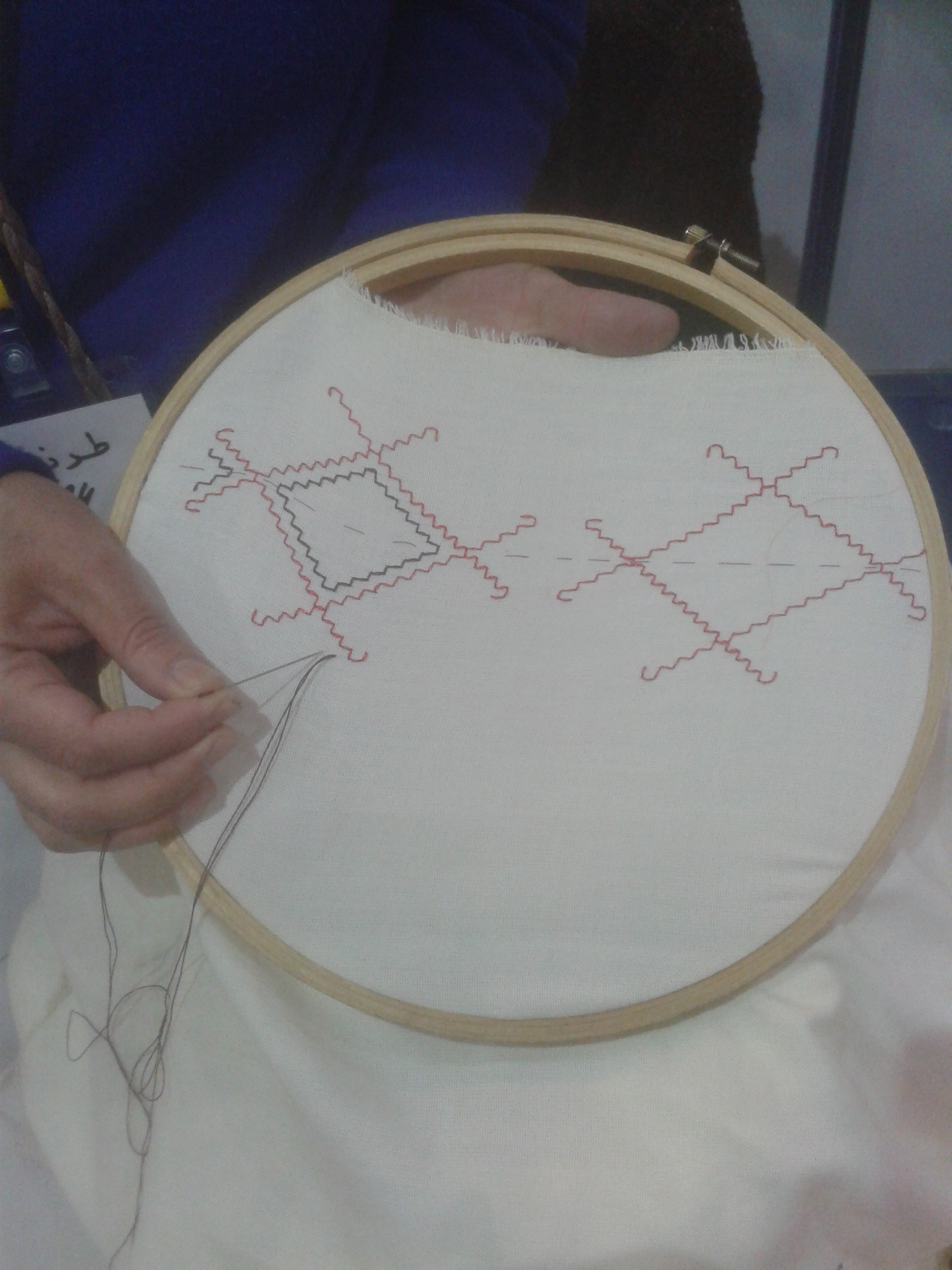
تطريز يدوي

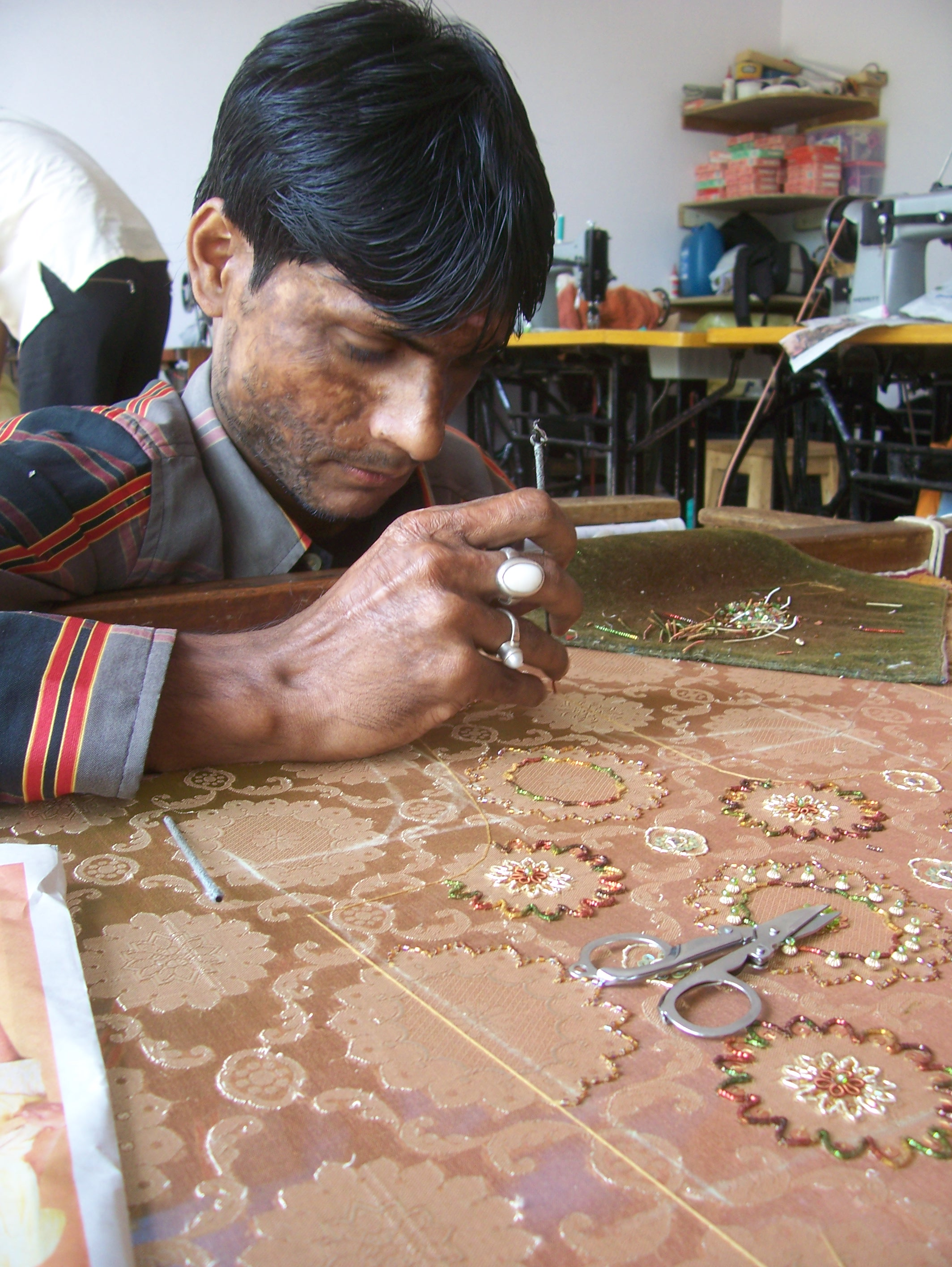
في بوتيك أزياء محلي في مدينة بنغالور، الهند، أحد الحرفيين مشغول بتطريز إحدى المنتجات التصميمية.

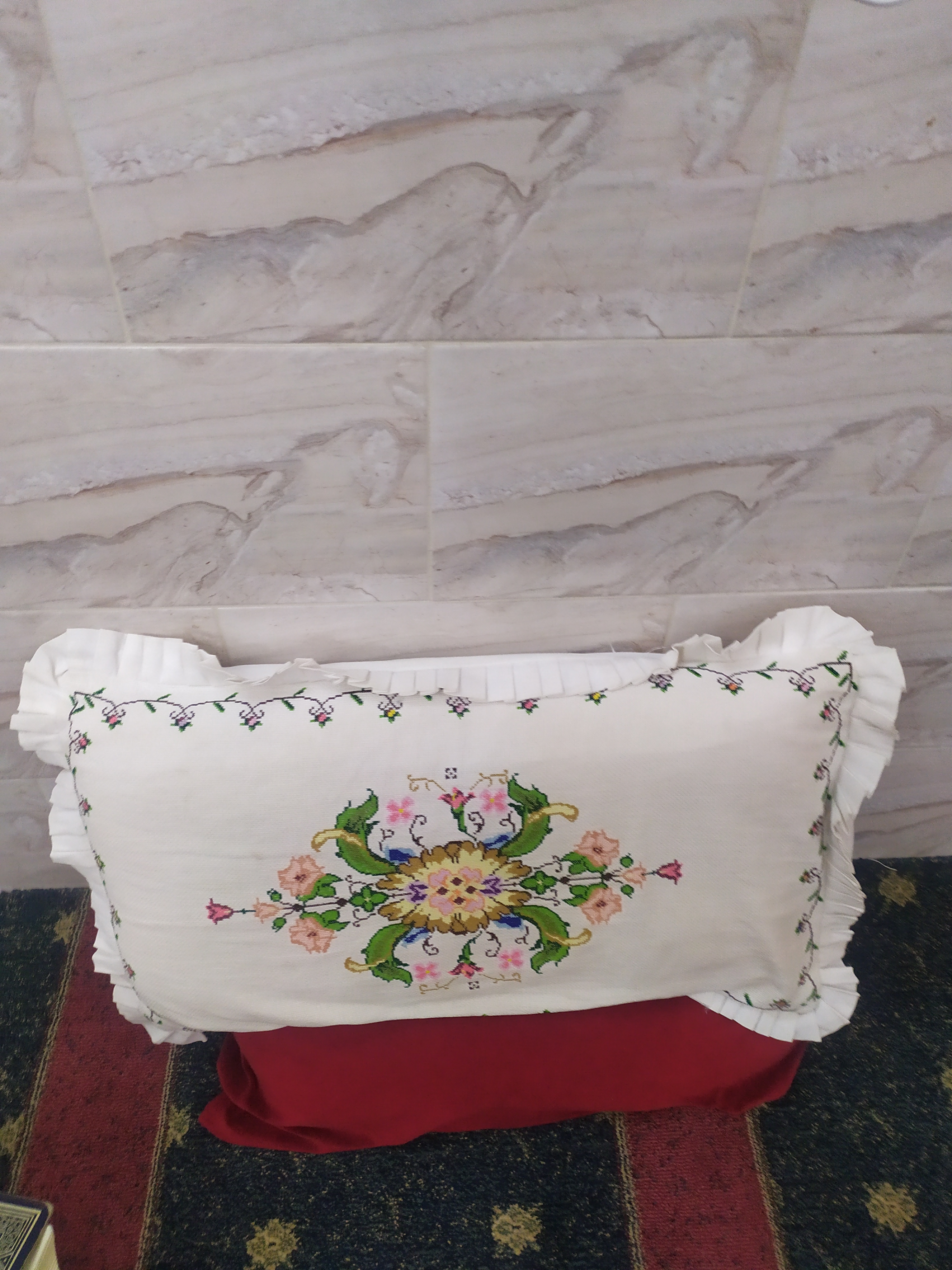
وسادة مطرزة يدوي

التطريز هو مصطلح واسع النطاق خاص بمنتجات الحرف اليدوية من خياطة زخرفية وفنون المنسوجات. ويمكن تسمية أي شيء يستخدم الإبرة لإنشائه تطريزًا. وقد يتسع التعريف ليشمل الحرف النسيجية ذات الصلة مثل إبرة الكروشيه أو وشيعة التخريم ذو العقد.
وتنتقل القدرات المماثلة عادة بين مختلف أنواع التطريز، مثل مهارة دقة الحركة والمعرفة بالألياف النسيجية. ويمكن استخدام نفس الأدوات في العديد من الأنواع المختلفة للتطريز. على سبيل المثال، تُعتبر أداة وضع الخيط في سم الإبرة مفيدة في جميع أنواع حرف التطريز تقريبًا.

## أنواع التطريز
- الشريط الزيني المنسوج بالإبرة
- خياطة اللحف
- زخرفة القماش بقماش من لون آخر
- تطريز بالزخرفة
- الحبك
- الحياكة
- تخريم ذو عقد
- اللوسيت
- التجديل وعمل الشرابة
- بساط حائط مزخرف

## وصلات خارجية
- Needle Lace - Virtual Museum of Textile Arts